# Ариберт Хајм
Ариберт Хајм (Бад Радкерсбург, 28. јун 1914 — Каиро, 10. август 1992) познат и под надимком доктор Смрт, је био нацистички доктор у концентрационом логору Маутхаузен-Гусен за време Другог светског рата. Изводио је многе врсте експеримената над логорашима, често са смртним исходом. До 2009, када је откривено да је умро, био је један од најтраженијих нацистичких ратних злочинаца, за којим је интензивно трагао центар под покровитељством Симона Визентала.

## Биографија
Хајм се придружио нацистичкој партији 1935. у родној Аустрији. Добровољно се пријавио у Вафен-СС 1940. године, која је представљала елитну Хитлерову јединицу. У октобру 1941. је пребачен у камп Маутхаузен, на лекарску службу. Ту је сарађивао са Ерихом Васицким у извођењу језивих експеримената над логорашима, сличним онима које је извршавао Јозеф Менгеле у логору Аушвиц. Хајм је радио као доктор и у логорима Бухенвалд и Захсенхаузен. У фебруару 1942. пребачен је у болницу у граду Оулу, где је радио као СС лекар при 6. СС брдској дивизији Север.
Амерички војници су га ухапсили 15. марта 1945. и послали га у камп за ратне заробљенике. Пуштен је због мистериозног пропуста у документацији која се односила на његов рад у логорима. Радио је у Баден-Бадену као гинеколог, где је живео са својом женом и два сина. Побегао је 1962. када је сазнао да је против њега подигнута оптужница, и да га полицајци чекају код куће.
Више пута су стизале дојаве о његовом појављивању у Јужној Америци, Европи и Африци, а касније је откривено да се крије у главног граду Египта, Каиру. У Египту је променио веру у ислам, и име у Тарек Хусеин Фарид. Иако се крио, одржавао је контакт са породицом и пријатељима, а од своје сестре је добијао финансијску помоћ.
Детаљи о Хајмовом животу су се појавили у фебруару 2009. године, када се сазнало да је умро 10. августа 1992. од рака црева.